# 두들스 위버

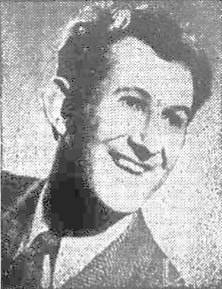

두들스 위버(Doodles Weaver, 1911년 5월 11일 ~ 1983년 1월 17일)는 미국의 배우이다.
로스앤젤레스에서 태어났으며 로스앤젤레스에서 사망하였다.

## 영화
- 외계인 가족 소동 (1981년)
- 메이컨 컨트리 라인 (1974년)
- 빅풋 (1970년)
- 사건비화 (1967년)
- 배트맨 - 66년 TV 시리즈 (1966년)
- 태미 앤 더 닥터 (1963년)
- 매드 매드 대소동 (1963년)
- 새 (1963년)
- 레이디스 맨 (1961년)
- 심부름 소년 (1961년)
- 포켓에 가득찬 행복 (1961년)
- 나의 세 아들 (1960년)
- 보난자 (1959년)
- 도나 리드 쇼 (1958년)
- 터널 오브 러브 (1958년)
- 핫 로드 갱 (1958년)
- 피리 부는 사나이 (1957년)
- 쉐인 온 하베스트 문 (1944년)
- 헤이, 루키 (1944년)
- 캐롤리나 블루스 (1944년)
- 사랑의 서광 (1944년)
- 자매와 수병 (1944년)
- 디스 이즈 더 아미 (1943년)
- 탱크 유어 럭키 스타스 (1943년)
- 레버릴 위드 비벌리 (1943년)
- 릴 애브너 (1940년)
- 나이트 오브 나이츠 (1939년)
- 토퍼 (1937년)